# Sixes & Sevens
Sixes & Sevens — пятый студийный альбом американского антифолк-музыканта Адама Грина, изданный 7 марта 2008 года лейблом Rough Trade Records в Европе. Через несколько дней, 10 марта, альбом был выпущен в Великобритании, а 18 марта последовал релиз в США. Первым синглом стала песня «Morning After Midnight».

## Отзывы
| Совокупная оценка | Совокупная оценка |
| Источник          | Оценка            |
| ----------------- | ----------------- |
| Metacritic        | 60/100            |
| Оценки критиков   |                   |
| Источник          | Оценка            |
| AllMusic          | [ 2 ]             |
| Twisted Ear       | [ 3 ]             |
| The Skinny        | [ 4 ]             |
| Spin              | [ 5 ]             |
| NME               | 8/10              |
| Pitchfork         | 7.4/10            |

Sixes & Sevens получил положительные и смешанные отзывы музыкальных критиков.
Мариса Браун из Allmusic отметила, что «Адам Грин, прославившийся на задворках сообщества певцов/сонграйтеров своими игривыми, иногда грубыми, иногда милыми текстами, возвращается на Rough Trade со своим пятым сольным релизом Sixes & Sevens. Альбом, состоящий из 20 треков, дает более чем достаточное представление о широком диапазоне стилей и влияний Грина (поп 50-х, кантри, фолк, блюз-рок, поп, даже хип-хоп), но именно этот диапазон и наносит ущерб. Грин, безусловно, может написать достойную поп-песню, но его склонность перескакивать с одной музыкальной темы на другую скорее отвлекает и мешает, чем что-либо еще. Вместо того чтобы продемонстрировать свои способности, Sixes & Sevens представляет собой разрозненный конгломерат различных бредней, которые не могут объединиться в единую идею. Это только подчеркивается тем фактом, что сами песни Грина в целом ничего не говорят, больше ориентируясь на сложную внутреннюю рифму, чем на смысл. Треки, хотя и короткие (лишь пара из них длится более трех минут), кажутся затянутыми до бесконечности, и хотя альбом длится чуть менее 50 минут, кажется, что прошло гораздо больше времени, когда звучат последние аккорды „Rich Kids“, в целом достойной песни. Sixes & Sevens — это слишком много, слишком разрозненно, слишком нелепо, чтобы объединить свои части, поэтому, несмотря на наличие сильных отдельных моментов — „Getting Led“, вышеупомянутая „Homelife“ — в целом альбом никогда не звучит завершенным».

## Список композиций
1. «Festival Song»
2. «Tropical Island»
3. «Cannot Get Sicker»
4. «That Sounds Like a Pony»
5. «Morning After Midnight»
6. «Twee Twee Dee»
7. «You Get So Lucky»
8. «Getting Led»
9. «Drowning Head First»
10. «Broadcast Beach»
11. «It’s a Fine»
12. «Homelife»
13. «Be My Man»
14. «Grandma Shirley and Papa»
15. «When A Pretty Face»
16. «Exp. 1»
17. «Leaky Flask»
18. «Bed of Prayer»
19. «Sticky Ricki»
20. «Rich Kids»
21. «You’re a Heartbreaker»
22. «Spoonful» [Live at Coca-Cola Soundwave]
23. «I Wanna Die» [Live in Berlin]
24. «Salty Candy» [Live at Nuke Festival]

Треки с 21 по 24 являются бонус-треками некоторых изданий.
Изначально альбом должен был состоять из 16 песен. После долгих уговоров Грин убедил свой лейбл выпустить полный альбом из 20 песен. Первоначальный трек-лист был таким:
1. «Festival Song»
2. «It’s a Fine»
3. «Morning After Midnight»
4. «When A Pretty Face»
5. «Twee Twee Dee»
6. «You Get So Lucky»
7. «Homelife»
8. «Getting Led»
9. «Be My Man»
10. «Drowning Head First»
11. «Grandma Shirley and Papa»
12. «Cannot Get Sicker»
13. «Bed of Prayer»
14. «Tropical Island»
15. «Leaky Flask»
16. «Rich Kids»